# Alliance générale contre le racisme et pour le respect de l'identité française et chrétienne
L'Alliance générale contre le racisme et pour le respect de l'identité française et chrétienne (AGRIF ou Agrif) est une association fondée en 1984, située à l'extrême droite,, et liée au Rassemblement national, qui lutte, principalement par voie juridique, contre « le racisme antifrançais et antichrétien, la pornographie et les atteintes au respect de la femme et de l'enfant ».

## Organisation
L'Agrif a pour président Bernard Antony, ancien député européen du Front national. Elle affirme une vocation à défendre les victimes des « racismes antifrançais et antichrétien », mais aussi de tous les racismes. L'Agrif édite un bulletin trimestriel sous le titre homophone La Griffe et revendique plus de 6 000 adhérents.
La création de l'Agrif date de 1984 en introduisant les notions de « lutte contre le racisme en général » et de « lutte contre le racisme antifrançais et antichrétien », dans les statuts d'une association déjà existante, le Centre national de coordination des comités d'action politique et sociale, fondé en 1975, entre autres par Pierre Arnaud et Daniel Burdeyron. L'association prend également le nom d'« Alliance générale contre le racisme et pour le respect de l'identité française et chrétienne ».

### Orientation politique
L'association est généralement classée comme d'extrême droite ou proche de l'extrême droite,,. Le 14 février 2023, le Global Project Against Hate and Extremism (GPAHE) a publié un rapport dans lequel il classait l'Agrif comme une organisation « anti-musulmans ».

### Relations avec le Front national
Parmi les dirigeants de l'Agrif il y a quelques années se retrouvaient des cadres, actuels ou anciens, du Front national (FN). Son président, Bernard Antony, ancien député européen, se défendait de représenter au FN un courant « national-catholique », récusant totalement ce concept gallican. En revanche il entendait y défendre l'enracinement et l'éclairage de la politique dans les valeurs chrétiennes. Parmi ses dirigeants figurent Jeanne Smits, ancienne directrice du quotidien Présent, Richard Haddad, candidat FN aux élections municipales de 2001, d'origine libano-arménienne, la journaliste Cécile Montmirail et l'avocat Jérôme Triomphe. On y note encore la présence de musulmans convertis au christianisme tel que Christophe Bilek (Notre-Dame de Kabylie) ou le pasteur Said Oujibou, français d'origine marocaine. On y trouve encore la musicologue catholique d'origine juive Judith Cabaud, Yves Daoudal, qui fut directeur de National-Hebdo, le journaliste Serge de Beketch (mort en 2007). Wallerand de Saint-Just, qui fut de l'équipe fondatrice, en fut l'avocat dans plusieurs procès et, sur recommandation de Bernard Antony, l'avocat de Jean-Marie Le Pen, de Brigitte Bardot, de Samir Geagea au Liban et de la famille Kegelin.
À la fin des années 1990, Michel Guiniot, membre du bureau politique du Front national, désigna l'Agrif comme une « entité du FN » dans L'Aisne nouvelle. Bernard Antony a refusé de faire de l'Agrif une courroie de transmission de ce parti, affirmant son indépendance vis-à-vis de tous les partis politiques. Pour les auteurs du Dictionnaire de l'extrême droite, « les communiqués officiels de l'association, qui réaffirment "l'indépendance" de l'Agrif vis-à-vis de "tous les partis politiques", n'ont jamais été pris au sérieux par personne. La séparation des structures au sein de cette mouvance a surtout permis de ne pas trop rendre de comptes à l'appareil frontiste, tout en bénéficiant de ses réseaux. »
Le tribunal administratif de Nice (Alpes-Maritimes), en 1997, estime que l'Agrif « ne constitue pas une organisation indépendante mais est une simple émanation d'un parti politique, le Front national, puisque son délégué dans le département du Var est précisément Jean-Marie Le Chevallier, seul député de ce parti » et que « le caractère très restreint de son objet social, à savoir la lutte contre le racisme antifrançais et antichrétien, est en réalité directement contraire au caractère général et universel de la lutte contre le racisme, comme d'ailleurs, et au surplus, du message évangélique. »
Mais un éloignement plus grand entre l'Agrif et la direction du Front national est constaté depuis que Bernard Antony a démissionné du bureau politique du parti en 2003 et qu'il a pris ses distances notamment avec Marine Le Pen, pour lui par trop jacobine, coupable de ne pas vouloir modifier la loi Veil et ne voulant pas aborder sur le fond la question de l'islam.

## Actions en justice
- En 2011, l'Agrif est déboutée et condamnée à des dommages et intérêts[19] dans le cadre de l'action qu'elle menait à la suite de l'exposition, par la Collection Lambert, du Piss Christ d'Andres Serrano.
- En 2012, l'Agrif est déboutée dans l'affaire du parti des Indigènes de la République. Sa porte-parole, Houria Bouteldja, était poursuivie pour « injures raciales contre les Français », par l'utilisation du terme « Souchien », pour Français de souche, homophonie de sous-chien. La cour d'appel de Toulouse n'a retenu ni l'injure raciale ni le « racisme »[20]. Le pourvoi en cassation de l'Agrif est rejeté le 14 janvier 2014[21].
- En 2017 et 2018, l'Agrif est déboutée par deux arrêts de la cour de cassation de sa plainte contre Saïd Bouamama et Saïd Zouggagh, co-auteurs de la production de rap Nique la France. L'un, le 28 février 2017, qui met Saïd Bouamama hors de cause[22], l'autre, le 11 décembre 2018, qui casse et annule, sans renvoi, la condamnation de Saïd Zouggagh à une peine d'un euro et 3 000 euros de dommages-intérêts[23]. Dans ce dernier arrêt, la cour de cassation indique : « éclairés par l’ensemble du texte de la chanson et compte tenu du langage en usage dans le genre du rap, les propos poursuivis, pour outranciers, injustes ou vulgaires qu’ils puissent être regardés, entendent dénoncer le racisme prêté à la société française, qu’elle aurait hérité de son passé colonialiste, et s’inscrivent à ce titre dans le contexte d’un débat d’intérêt général[24]. »
- Le 17 novembre 2023, après douze ans de procédure, la cour de cassation rejette le pourvoi de l’Agrif contre l'arrêt de la cour d'appel de Paris du 16 juin 2021. L'Agrif est ainsi définitivement déboutée de sa plainte contre le Fonds régional d'art contemporain de Lorraine pour une exposition de 2008 questionnant le modèle familial traditionnel. La cour affirme que « la dignité de la personne humaine ne saurait être érigée en fondement autonome des restrictions à la liberté d'expression » et condamne l'Agrif à verser 3 000 € au Frac[25],[26]. L'Agrif avait d'abord obtenu gain de cause en première instance en 2013[27] puis perdu en appel en 2017. Après cassation le 26 septembre 2018[28], le dossier avait été renvoyé devant la cour d’appel de Paris qui le 16 juin 2021 a débouté l'Agrif[29],[30].